# برون‌لو (زنگلان)
برون‌لو (ترکی آذربایجانی: Burunlu) یک منطقهٔ مسکونی در جمهوری آرتساخ است که در استان کاشاتاق واقع شده‌است.